# Commentry
Commentry település Franciaországban, Allier megyében. Lakosainak száma 6018 fő (2022. január 1.). Commentry La Celle, Colombier, Durdat-Larequille, Malicorne és Néris-les-Bains községekkel határos.

## Népesség
A település népességének változása:
| Lakosok száma | 10 026 | 9195 | 8021 | 6857 | 6506 | 6329 | 6239 | 6132 | 6100 | 6018 |
|               | 1968   | 1982 | 1990 | 2006 | 2013 | 2015 | 2017 | 2019 | 2020 | 2022 |